# Khalīfatān
Khalīfatān (persiska: خَليفَتان, خلیفتان) är en ort i Iran.   Den ligger i provinsen Västazarbaijan, i den nordvästra delen av landet, 600 km väster om huvudstaden Teheran. Khalīfatān ligger 1 698 meter över havet och antalet invånare är 267.
Terrängen runt Khalīfatān är kuperad. Runt Khalīfatān är det ganska tätbefolkat, med 185 invånare per kvadratkilometer. Närmaste större samhälle är Urmia, 17,1 km öster om Khalīfatān. Trakten runt Khalīfatān består i huvudsak av gräsmarker.